# Venus perseguida
 Venus perseguida es una película filmada en blanco y negro coproducción de Argentina y Uruguay dirigida por Aldo Brunelli Ventura según su propio guion que se produjo en 1964 pero recién se estrenó el 2 de abril de 1973 y que tuvo como protagonistas a Vera Váldor, Juan Carlos Galván, Lalo Hartich y Jesús Pampín. 
Fue la primera película que recibió por unanimidad la calificación “B” por el Instituto Nacional de Cinematografía dejándole así fuera de la obligatoriedad de su estreno. Recién en 1973 tuvo un corto período de exhibición en una sala de barrio.

## Reparto
intervinieron en el filme los siguientes intérpretes:
- Vera Váldor
- Juan Carlos Galván
- Lalo Hartich
- Jesús Pampín
- Manuel Alcón